# 5-Decin
5-Decin, takođe poznat kao dibutiletin, je tip alkina sa trostrukom vezom na svom petom ugljeniku ('5-' označava lokaciju trostruke veze u lancu). Njegova formula je C10H18. Njegova gustina na 25 °C je 0,766 g/ml. Tačka ključanja je 177 °C. Prosečna molarna masa je 138,25 g/mol.
5-Decin formira sa 4-oktinom, 3-heksinom, i 2-butinom grupu simetričnih alkina.